# Neolamprologus multifasciatus
Neolamprologus multifasciatus là một trong những loài cá hoàng đế vỏ sò nhỏ (tên tiếng Anh: the small shell-dwelling cichlids) đặc hữu của hồ Tanganyika. Con đực đạt chiều dài 5 cm (2 in) trong khi con cái chỉ có 2,5 cm (1 in). Điều này khiến chúng trở thành một trong những loài cá hoàng đế nhỏ nhất trên thế giới.
Nơi sinh sống tự nhiên của nó là vỏ của ốc Neothauma của hồ Tanganyika, nơi nó hình thành các thuộc địa lớn với hàng ngàn cá thể. Tập tính độc đáo của chúng đó là đào cát để di chuyển vỏ. Chúng trú ẩn và cũng sinh sản trong cái vỏ đó. Chúng có màu trắng nhạt với các thanh dọc màu đen chạy theo chiều dài cơ thể.

## Trong vấn đề thủy sinh
Trong việc buôn bán các loài sinh vật thủy sinh, N. multifasciatus thường được gọi là "nhiều"(tiếng Anh:multies) và mức độ phổ biến của chúng ở mức vừa phải. Các cửa hàng chuyên về cá hoặc các cửa hàng cá chất lượng có thể nhận thức được loài cá này ở trong bể ngay cả khi chúng không được thả vào.
Điều kiện trong bể cá rất giống với các loài cá hoàng đế châu Phi khác, ví dụ là các loài trong nhóm Mbuna. Phần nền cát có thể đào bới và có vỏ ốc. Một bể phải có ít nhất một vỏ mỗi con cá, lý tưởng nhất là hai vỏ.
Ở nước ngoài, tên thường gọi để mua chúng ở các tiệm cá cảnh là "vỏ sò" (tên tiếng Anh:shelly) hay "kẻ trong vỏ sò" (tên tiếng Anh:shell dweller)